# سكوت هاز
سكوت هاز (بالإنجليزية: Scott Haze)‏ هو ممثل أمريكي، ولد في 28 يونيو 1983بدالاس في الولايات المتحدة.

## وصلات خارجية
- سكوت هاز على موقع IMDb (الإنجليزية)
- سكوت هاز على موقع ألو سيني (الفرنسية)
- سكوت هاز على موقع قاعدة بيانات الفيلم (الإنجليزية)